# Echinops lanatus
Echinops lanatus là một loài thực vật có hoa trong họ Cúc. Loài này được C.Jeffrey & Mesfin mô tả khoa học đầu tiên năm 1990.